# 3,5-二甲基苯甲腈
3,5-二甲基苯甲腈是一种有机化合物，化学式为C9H9N。它可由3,5-二甲基碘苯和氰化钠、氰化亚铜反应制得；或在钯催化下由亚铁氰酸钾氰化得到。它在催化下和氨硼烷反应，可以得到二(3,5-二甲基苄基)胺。